# Ga tòa thị chính Gimhae
Ga tòa thị chính Gimhae (tiếng Hàn: 김해시청역; Hanja: 金海市廳驛) là một ga trên Tuyến BGLRT của Busan Metro ở Buwon-dong, Gimhae, Hàn Quốc.

## Liên kết
- (tiếng Hàn) Thông tin ga từ Tổng công ty vận chuyển Busan